# USS Albert W. Grant (DD-649)
USS Albert W. Grant (DD-649) là một tàu khu trục lớp Fletcher được Hải quân Hoa Kỳ chế tạo trong Chiến tranh Thế giới thứ hai. Nó là chiếc tàu chiến duy nhất của Hải quân Mỹ được đặt theo tên Phó đô đốc Albert W. Grant (1856–1930), người tham gia cuộc Chiến tranh Thế giới thứ nhất. Nó hoạt động cho đến hết Thế Chiến II, được cho xuất biên chế năm 1946, và bị bán để tháo dỡ năm 1971. Albert W. Grant được tặng thưởng danh hiệu Đơn vị Tưởng thưởng Hải quân cùng bảy Ngôi sao Chiến trận do thành tích phục vụ trong Thế Chiến II.

## Thiết kế và chế tạo
Albert W. Grant được đặt lườn tại Xưởng hải quân Charleston ở North Charleston, South Carolina vào ngày 30 tháng 12 năm 1942. Nó được hạ thủy vào ngày 29 tháng 5 năm 1943; được đỡ đầu bởi cô Nell Preston Grant, cháu nội đô đốc Grant; và nhập biên chế vào ngày 24 tháng 11 năm 1943 dưới quyền chỉ huy của Hạm trưởng, Trung tá Hải quân T. A. Nisewaner.

## Lịch sử hoạt động

### 1944
Albert W. Grant tiến hành chạy thử máy huấn luyện tại khu vực Bermuda, quay trở về Xưởng hải quân Charleston vào ngày 29 tháng 1 năm 1943 để sửa chữa nhỏ. Nó lên đường hướng đến Norfolk, Virginia vào ngày 8 tháng 2 năm 1944, rồi khởi hành năm ngày sau đó để hộ tống tàu sân bay Hornet đi sang khu vực quần đảo Hawaii. Họ băng qua kênh đào Panama, tham gia cùng nhiều tàu chiến khác tại San Diego, California, và cuối cùng đi đến Trân Châu Cảng vào ngày 4 tháng 3.
Vào ngày 4 tháng 4, Albert W. Grant lên đường đi Majuro, nơi nó gia nhập Lực lượng Đặc nhiệm 58 để tham gia Chiến dịch Reckless, cuộc đổ bộ lên Hollandia thuộc New Guinea. Khi cuộc đổ bộ diễn ra từ ngày 21 đến ngày 29 tháng 4, nó làm nhiệm vụ cột mốc canh phòng, tuần tra ven bờ và bảo vệ các hoạt động của lực lượng tấn công. Vào ngày 29 tháng 4, nó cùng Đội đặc nhiệm 58.3 hướng đến quần đảo Caroline, hộ tống cho các tàu sân bay trong cuộc không kích xuống Truk. Đội đặc nhiệm lên đường vào ngày 2 tháng 5, quay trở về Majuro và tiếp tục đi Trân Châu Cảng, đến nơi vào ngày 11 tháng 5.
Sau một đợt nghỉ ngơi ngắn, Albert W. Grant lại lên đường vào ngày 29 tháng 5 để đi Eniwetok, khu vực tập trung lực lượng chuẩn bị cho chiến dịch đổ bộ tiếp theo lên quần đảo Mariana. Đến ngày 11 tháng 6, nó khởi hành đi Saipan, bắt đầu các hoạt động bắn phá từ ngày 15 tháng 6. Nó cũng tham gia các hoạt động tác chiến tại Tinian, trước khi rời khu vực Saipan vào ngày 29 tháng 7, đi đến Eniwetok vào ngày 2 tháng 8. Sau một đợt bảo trì ngắn, nó lên đường đi vịnh Purvis thuộc quần đảo Solomon vào ngày 22 tháng 8.
Albert W. Grant lên đường cùng Đội đặc nhiệm 32.5 vào ngày 6 tháng 9 để tham gia Chiến dịch quần đảo Palau. Trong một giai đoạn kéo dài hai tuần lễ vào giữa tháng 9, nó tiến hành bắn phá chuẩn bị, rồi hỗ trợ trực tiếp cho các cuộc đổ bộ lên Peleliu và Angaur. Vào ngày 29 tháng 9, nó lên đường đi đảo Manus, ở lại đây cho đến ngày 12 tháng 10, khi nó lên đường đi Philippines trong thành phần Đội đặc nhiệm 77.2. Vào ngày 17 tháng 10, nó đã bảo vệ cho Crosby (APD-17) khi chiếc tàu vận chuyển cao tốc đổ bộ binh lính lên đảo Suluan, Philippines. Từ ngày 17 đến ngày 24 tháng 10, nó làm nhiệm vụ bắn pháo hỗ trợ cho cuộc tấn công trong khuôn khổ Trận Leyte.
Vào ngày 24 tháng 10, Albert W. Grant gia nhập Đội đặc nhiệm 77.2, và lên đường để đối đầu một lực lượng thuộc Hạm đội Liên hợp Nhật Bản, được báo cáo đang tiến lên phía Bắc qua biển Sulu để băng qua eo biển Surigao. Các thiết giáp hạm Hoa Kỳ đã tiêu diệt lực lượng đối phương trong Trận chiến eo biển Surigao; và chiếc tàu khu trục cùng các đồng đội khác trong hàng chiến trận đã góp phần của họ trong chiến thắng khi tung ra các đợt tấn công bằng ngư lôi. Trong trận chiến, Albert W. Grant bị bắn trúng và bị hư hại nặng do hải pháo, không chỉ từ phía lực lượng hải quân Nhật Bản, mà còn bởi hỏa lực bắn nhầm của các thiết giáp hạm Hoa Kỳ mà nó bảo vệ. Nó bị bắn trúng 22 phát, trong đó có nhiều phát đạn pháo 6 inch, khiến con tàu bốc cháy, mất toàn bộ động lực và mất kiểm soát lái; 38 người đã thiệt mạng và 104 người khác bị thương. Cho dù con tàu bị chìm phần mũi và nghiêng nặng sang mạn trái, thủy thủ đoàn của con tàu đã nỗ lực để khởi động lại động cơ, cho phép nó rút lui về vùng biển do Hoa Kỳ kiểm soát trong vịnh Leyte.
Trên đường đi đảo Leyte, Albert W. Grant chịu đựng một cơn bão trước khi đi đến nơi neo đậu. Sau khi được sửa chữa tạm thời, nó được chiếc tàu kéo Hidatsa (AT-102) kéo đi Trân Châu Cảng vào ngày 30 tháng 10, ghé qua cảng Seeadler và Majuro trên đường đi. Nó đi đến nơi vào ngày 29 tháng 11, rồi lại lên đường ba ngày sau đó để quay về Xướng hải quân Mare Island, California. Sau khi đến nơi vào ngày 9 tháng 12, chiếc tàu khu trục được đại tu toàn diện.

### 1945
Albert W. Grant rời xưởng tàu vào ngày 11 tháng 3 năm 1945 để hướng sang Trân Châu Cảng, đến nơi vào ngày 25 tháng 3 và bắt đầu thực tập huấn luyện. Vào ngày 23 tháng 4, chiếc tàu khu trục lên đường đi Philippines, đi đến Leyte vào ngày 13 tháng 5. Nó khởi hành từ Manila vào ngày 3 tháng 6 để hộ tống cho tướng Douglas MacArthur bên trên tàu tuần dương hạng nhẹ Boise (CL-47) trong chuyến đi thị sát vòng quanh Philippines. Chiếc tàu khu trục sau đó lên đường đi hướng Tây Nam về phía vịnh Brunei, Borneo để gặp gỡ Đội đặc nhiệm 78.1 và tham gia Chiến dịch Oboe Six, cuộc tấn công đổ bộ lên vịnh Brunei. Vào ngày 10 tháng 6, nó hỗ trợ cho cuộc đổ bộ tại đây, rồi tham gia trở lại chuyến đi của tướng MacArthur vào ngày 11 tháng 6, trước khi thả neo tại Manila vào ngày 15 tháng 6.
Albert W. Grant hoạt động tại khu vực vịnh Manila cho đến ngày 27 tháng 6, khi nó lên đường đi Balikpapan, Borneo. Từ ngày 30 tháng 6 đến ngày 9 tháng 7, nó hỗ trợ cho các chiến dịch tại Balikpapan. Con tàu quay trở lại Manila vào ngày 14 tháng 7, rồi di chuyển đến quần đảo Marshall, và sau khi đi đến Eniwetok vào ngày 3 tháng 8, nó gia nhập Lực lượng Đặc nhiệm 49 để làm nhiệm vụ tại khu vực Bắc Thái Bình Dương. Con tàu lên đường đi Adak, Alaska, nhưng một ngày trước khi đến nơi, nó nhận được tin Nhật Bản đầu hàng vào ngày 15 tháng 8. Con tàu sau đó lên đường cùng Lực lượng Đặc nhiệm 49 để đi Ominato, Nhật Bản, đi đến ngoài khơi Honshū vào ngày 8 tháng 9, và thả neo tại Ominato vào ngày 10 tháng 9.
Albert W. Grant tiếp tục làm nhiệm vụ chiếm đóng tại Nhật Bản cho đến giữa tháng 11, khi nó lên đường quay trở về Hoa Kỳ. Nó về đến Seattle, Washington vào ngày 2 tháng 12, và bắt đầu được đại tu tại đây. Con tàu được cho xuất biên chế và đưa về lực lượng dự bị tại San Diego vào ngày 16 tháng 7 năm 1946. Tên nó được cho rút khỏi danh sách Đăng bạ Hải quân vào ngày 14 tháng 4 năm 1971, và nó bị bán để tháo dỡ sau đó.

## Phần thưởng
Ngoài bảy Ngôi sao Chiến trận do thành tích phục vụ trong Thế Chiến II, Albert W. Grant còn được tặng danh hiệu Đơn vị Tưởng thưởng Hải quân do hoạt động trong Trận chiến eo biển Surigao.